# Aleksej Koeropatkin
Aleksej Nikolajevitsj Koeropatkin (Russisch: Алексей Николаевич Куропаткин) (oejezd Cholmski (gouvernement Pskov), 17 maart 1848 - Sjesjoerino (gouvernement Tver), 16 januari 1925) was de Russische Minister van Oorlog van 1898 tot 1904 en wordt vaak verantwoordelijk gehouden voor de grote Russische tegenslagen tijdens de Russisch-Japanse Oorlog, met name de Slag bij Liaoyang en de Slag bij Mukden.

## Jeugd en militaire start
Koeropatkin werd geboren op een landgoed in de oejezd Cholmski in het gouvernement Pskov van het Russische Rijk als zoon van een provinciebestuurder. Door zijn vaders hoge positie werd hij in staat gesteld te studeren aan het Russische Cadettencorps (Kadetski Korpoes). Daarop studeerde hij vanaf 1864 aan de Militaire Paulusschool in Sint-Petersburg, waar hij in 1866 werd benoemd tot luitenant. Hij werd aangesteld in het Eerste Turkestaanse infanteriebataljon en diende onder majoor-generaal Konstantin Petrovitsj Von Kaufmann tijdens diens Bucharacampagne (1867-1868) en maakte snel carrière binnen het leger. Voor zijn inspanningen werd hij zelfs benoemd tot leider over een diplomatiek-militaire missie naar het hof van emir Jakoeb Beg van Kasjgarië, waarover hij een reisverslag schreef begin jaren 70 van de 19e eeuw. In 1870, op 22-jarige leeftijd werd hij bevorderd tot stafkapitein en in 1871 of 1872 verkreeg hij een plaats aan de Generale Stafacademie, waar hij als eerste van zijn klas afstudeerde in 1874. In hetzelfde jaar nam hij deel als vrijwilliger aan de Franse militaire expeditie in Algerije onder leiding van de Franse generaal Laverdeau en in 1875 verrichtte hij wederom diplomatiek werk in Kasjgarië.
In 1876 werd hij aangesteld als stafofficier van majoor-generaal Michail Skobelev tijdens diens Turkestancampagne, waarbij onder andere Andizan, Kokand en Samarkand werden aangevallen en waarbij Koeropatkin zich zeer verdienstelijk maakte door zijn werk. Daarop werd hij naar Sint-Petersburg geroepen en benoemd tot stafchef.
Daarop startte de Tiende Russisch-Turkse Oorlog, waarheen beide militaire leiders vrijwillig afreisden. Toen Skobelev arriveerde, was Koeropatkin reeds chef-staf van de 16e infanteriedivisie. Spoedig daarop werd hij chef-staf van Skobelev, die als "Witte generaal" beroemd werd door zijn acties in deze oorlog, met als gevolg dat ook Koeropatkin in achting steeg. Over de operaties tijdens de oorlog schreef hij een gedetailleerd en kritisch boek, dat veel lof ontving.

## Activiteiten in Turkestan
Hierna was hij een tijdlang verantwoordelijk voor de Aziatische gebieden in de generale staf en oefende het beroep van adjunctprofessor voor militaire statistiek uit aan de Generale Stafacademie in Sint-Petersburg, alvorens hij op 27 augustus 1879 werd aangesteld als leider van het Turkestaanse infanteriebataljon.
Als leider van dit bataljon nam hij deel aan de Achal-Teke-expeditie van 1880 tot 1881, waarbij de Turkmeense oase Achal werd veroverd op de stam der Teke. Daarop liet Koeropatkin een beroemd Turkestaans paardenras daar naar de oase en stam vernoemen; Akhal-Teke (Achal-Teke). Tijdens de bestorming van het Turkmeense fort Geok-Tepe raakte hij tweemaal gewond en werd in 1882, op 34-jarige leeftijd benoemd tot majoor-generaal. In 1883 werd hij aangesteld als lid van de Generale Staf en was verantwoordelijk voor strategische vraagstukken. In deze functie wist hij goed gebruik te maken van zijn diplomatieke en intellectuele vaardigheden. In 1890 werd hij van deze functie ontheven en werd bevorderd tot luitenant-generaal, waarop hij tot opperbevelhebber van het Trans-Kaspische militaire district werd benoemd, een functie die hij tot 1898 bekleedde.

## Minister van Oorlog
In dat jaar werd hij door tsaar Nikolaas II benoemd tot Minister van Oorlog. In 1900 werd hij bevorderd tot generaal. Bij de aanloop naar de Russisch-Japanse Oorlog was Koeropatkin als oorlogsminister betrokken bij de onderhandelingen met Japan. Hij was tegen een gewapend conflict met Japan en daarmee tegen de kringen rond viceadmiraal Pjotr Bezobrazov. Een bezoek aan Japan in juni 1903 versterkte zijn gevoel hierin alleen maar.

## Russisch-Japanse Oorlog
Toch werd hij op 7 februari 1904, aan de vooravond van het uitbreken van de Russisch-Japanse Oorlog, door Nikolaas II aangesteld tot opperbevelhebber van de Russische strijdkrachten in Mantsjoerije en op 20 februari kreeg hij het bevel over het Derde Russische Mantsjoeleger, waarop hij onder het bevel van kwartiermeester-generaal Michail Aleksejev kwam te staan, de onderkoning van de tsaar voor het Russische Verre Oosten. Op 28 februari kwam hij aan in Harbin.

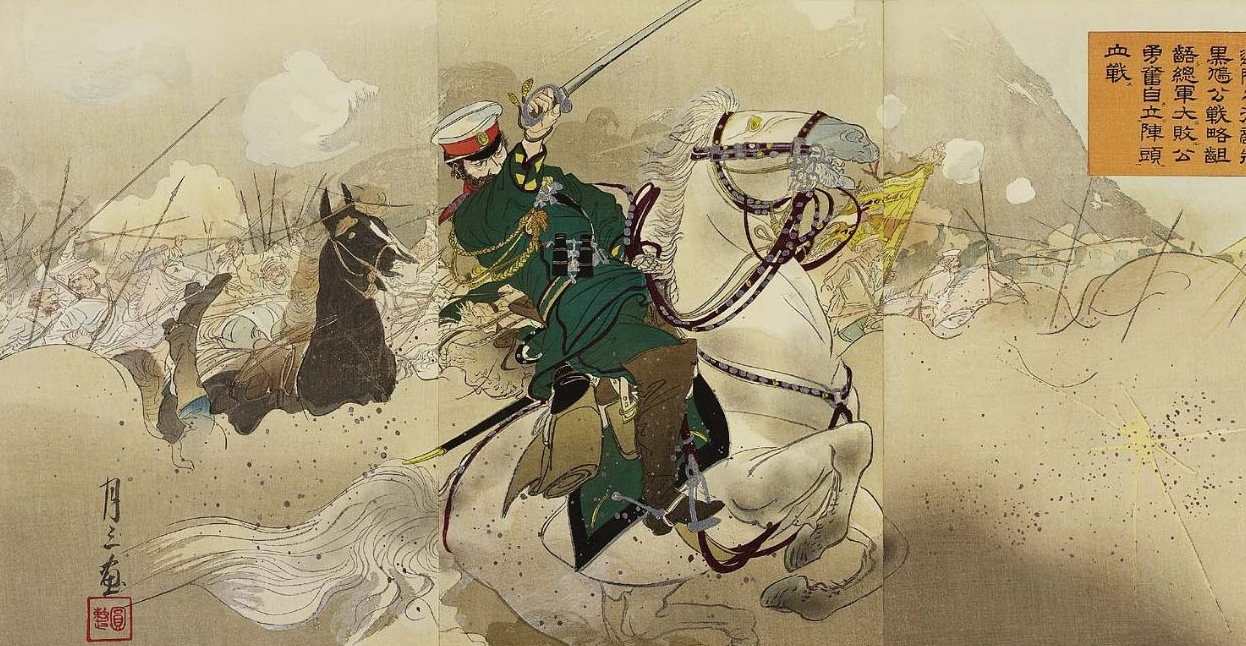
Japanse houten triptych van Koeropatkin tijdens de Slag bij Liaoyang

Na de verloren Slag bij Shaho, werd Aleksejev teruggeroepen en werd Koeropatkin op 26 oktober door de tsaar aangesteld als bevelhebber over "alle strijdkrachten ter land en ter zee die tegen de Japanners strijden". Zijn bevel bleek een ramp. Na een aantal grote verliezen, waarvan de Slag bij Mukden de grootste was, liet hij zich op 21 maart 1905 op eigen verzoek vervangen door generaal Nikolaj Linevitsj met wie hij van positie wisselde als bevelhebber over het Eerste Russische Mantsjoeleger, een positie die hij tot 16 februari 1906 bekleedde.
Koeropatkin werd de grote nederlagen van de Russische landstrijdkrachten door militaire historici zwaar aangerekend. Zijn militaire benadering was het voorkomen van offensieven alvorens voldoende troepen en materieel was aangeleverd over de Trans-Siberische spoorlijn. Zijn voorzichtigheid en aarzeling waren echter van grote invloed op de voortdurende Russische nederlagen. Zijn besluiteloosheid en organisatorische tekortkomingen in het leiden van grootschalige militaire operaties werd beschouwd als het belangrijkste element in de uiteindelijke Russische nederlaag. Ter verdediging schreef Koeropatkin een aantal boeken met zijn visie op de veldslagen, die werden gepubliceerd in verschillende talen. Latere historici schreven dat hij tijdens de oorlog in een moeilijke positie was gemanoeuvreerd, waar waarschijnlijk iedere andere bevelhebber ook geen betere resultaten zou hebben behaald.

## Eerste Wereldoorlog en laatste levensjaren
Tijdens de Eerste Wereldoorlog werd Koeropatkin in oktober 1915 aangesteld als leider van het grenadierkorps. In februari 1916 werd hij vervolgens bevelhebber over het Noordelijke Front. In juli werd hij ontheven van deze post en naar Turkestan gezonden, om daar te dienen als militaire gouverneur van Russisch Turkestan. Als zodanig hielp hij daar in 1916 bij het onderdrukken van de Centraal-Aziatische Opstand van de volken daar tegen de ingestelde dienstplicht. Een jaar later nam hij ontslag uit het leger. Na de Februarirevolutie werd hij onder arrest geplaatst, maar werd spoedig weer vrijgelaten op bevel van de Voorlopige Regering. Hierop trok hij naar zijn thuisstad Pskov en gaf les aan een door hem gestichte landbouwschool tot aan zijn dood in 1925.